# Gastón Alvite
Gastón Alvite, vollständiger Name Gastón Rodrigo Alvite Duarte, (* 9. März 1996 in Montevideo) ist ein uruguayischer Fußballspieler.

## Karriere
Der 1,76 Meter große Mittelfeldakteur Alvite gehört seit der Clausura 2015 dem Kader des Erstligisten Racing Club de Montevideo an. Bei den Montevideanern debütierte er unter Trainer Santiago Ostolaza am 3. Mai 2015 bei der 1:4-Heimniederlage gegen den Club Atlético Rentistas in der Primera División, als er in der 73. Spielminute für Diego Zabala eingewechselt wurde. Dies blieb sein einziger Saisoneinsatz (kein Tor). In der Spielzeit 2015/16 folgten fünf weitere Erstligaeinsätze (ein Tor). Während der Saison 2016 stehen sechs Ligaspiele (kein Tor) für ihn zu Buche. In der laufenden Saison 2017 stehen bislang (Stand: 10. August 2017) 18 weitere Erstligaeinsätze und fünf Tore für ihn zu Buche.